# تجزیه و تحلیل جستجو
تجزیه و تحلیل جستجو استفاده از داده‌های جستجو برای بررسی تعاملات خاص بین جستجوگران وب، موتور جستجو یا محتوا در طول قسمت‌های جستجو است. تجزیه و تحلیل حاصل و تجمیع آمار موتورهای جستجو می‌تواند در بازاریابی موتورهای جستجو (SEM) و بهینه‌سازی موتورهای جستجو (SEO) استفاده شود. به عبارت دیگر، تجزیه و تحلیل جستجو به صاحبان وب سایت کمک می‌کند تا عملکرد خود را در موتورهای جستجو بر اساس نتیجه، به عنوان مثال شناسایی بازدیدکنندگان سایت بسیار ارزشمند، یا درک قصد کاربر بهبود بخشند.
تجزیه و تحلیل جستجو شامل روندها و تجزیه و تحلیل حجم جستجو، جستجوی معکوس (ورود به وب سایت‌ها برای دیدن کلمات کلیدی آنها)، نظارت بر کلمات کلیدی، نتایج جستجو و تاریخچه تبلیغات، آمار هزینه‌های تبلیغات، مقایسه وب سایت، آمار بازاریابی وابسته، تست تبلیغات چند متغیره و … است.
داده‌های تجزیه و تحلیل جستجو را می‌توان به روش‌های مختلفی جمع‌آوری کرد. موتورهای جستجو با خدماتی مانند گوگل آنالیتیکس، گوگل ترندز و Google Insights دسترسی به داده‌های خود را فراهم می‌کنند. سرویس‌های شخص ثالث باید داده‌های خود را از ISP‌ها، نرم‌افزارهای تلفن یا از موتورهای جستجوگر جمع‌آوری کنند. دریافت آمار ترافیک از ISPها و تلفن‌ها علاوه بر تجزیه و تحلیل جستجو، گزارش گسترده‌تری از ترافیک وب را فراهم می‌کند. خدماتی که نظارت بر کلمات کلیدی را انجام می‌دهند، بسته به نیاز مشتریان خود، تنها مجموعه محدودی از نتایج جستجو را حذف می‌کنند. با این حال، سرویس‌هایی که جستجوی معکوس را ارائه می‌کنند، باید مجموعه بزرگی از کلمات کلیدی را از موتورهای جستجو، معمولاً میلیون‌ها نفر، حذف کنند تا کلمات کلیدی مورد استفاده همه را پیدا کنند.